# Zlatý potok (Oder, Mankovice)
Der Zlatý potok (deutsch Goldgrubenbächlein) ist ein linker Nebenfluss der Oder im Okres Nový Jičín, Tschechien. Er ist von dem nur zweieinhalb Kilometer entfernten Zlatý potok (Ziebbach), der bei Odry (Odrau) in die Oder mündet, zu unterscheiden.

## Verlauf
Der Zlatý potok entspringt östlich des Pohoř (Pohorschberg, 480 m n.m.) auf dem Fulnek-Pohorscher Plateau (Pohořské vrchy) im Niederen Gesenke. Seine Quelle liegt ca. 800 m südwestlich des Ortsteils Pohoř (Pohorsch) der Stadt Odry auf dessen Gemarkung.
Der Oberlauf des Baches führt durch eine felsige und bewaldete Schlucht und überwindet dabei einen Höhenunterschied von über 100 m. Dabei stürzt der Zlatý potok in einem Wasserfall zwei Meter hinab. 
Auf seinem Mittellauf erreicht der – nunmehr begradigte – Bach die Mährische Pforte und die Gemarkung von Mankovice (Mankendorf). Dort fließt der Zlatý potok mit immer geringer werdendem Gefälle an der Kafillerie vorbei und wird verrohrt unter dem Parkplatz der Kafillerie sowie der Staatsstraße II/441 zwischen der Autobahn D 1 und Odry durchgeleitet. Ursprünglich gabelte sich der Bach hier in zwei Arme, von denen einer nach Süden in den Mankendorfer Mühlgraben, der andere nach Südwesten zur Oder floss.
Der ebenfalls regulierte Unterlauf Zlatý potok führt am Klärwerk Mankovice vorbei und wird danach von der Bahnstrecke Suchdol nad Odrou–Budišov nad Budišovkou überbrückt. Auf den letzten 200 m wird der Bach unterhalb der Bahnunterführung verrohrt unter einem Feld zur Oder geleitet.

## Geschichte
Die Schlucht des Zlatý potok war ein historisches Bergbaugebiet. Hier wurde seit dem 13. Jahrhundert – mit größeren Unterbrechungen – bis ins 19. Jahrhundert Galenit mit Beimengungen Silber und Gold gefördert. Von diesem Bergbau leitet sich auch der Name des Baches her.
Der Oberlauf des Baches lag in Österreichisch-Schlesien, der Mittel- und Unterlauf auf mährischem Gebiet. Die alte Landesgrenze verlief am Fuße des Fulnek-Pohorscher Plateaus.
Durch die Schlucht führt der Lehrpfad Stříbrný chodník. Erhalten sind die Reste von zwei Stollen: Zlatý důl und štola Pohoř.